# Juraj Štefánik
Juraj Štefánik, zvaný Doktor (* 2. července 1971) je člen slovenské kapely Horkýže Slíže z Nitry, která vznikla v roce 1992, je ženatý a má dva syny. Původním povoláním je cukrář.

## Kytary
Většinou hraje na kytaru typu SG ale i na jiné typy.

## Zpěv
Zpívá doprovodný zpěv ale např. skladbu Kam? Tam, či tam? zazpíval celou sám.

## Kapela
Ke kapele Horkýže Slíže se přidal až v roce 1995 do té doby byla kapela pouze s jedním kytaristou a tím byl (a stále členem je) Mário Sabo, a hned v roce 1996 vychází první album z názvem V rámci oného.